# 小行星8517
小行星8517（英語：8517）是一颗围绕太阳公转的小行星。1992年1月28日，上田清二、金田宏在北海道钏路市发现了此天体。
这颗小行星的绝对星等为317.12900等。